# 熊本県道288号深海線
熊本県道288号深海線（くまもとけんどう288ごう ふかみせん）は、熊本県天草市を通る一般県道である。

## 概要

### 路線データ
- 起点：熊本県天草市久玉町（国道266号（国道389号重複区間）交点）
- 終点：熊本県天草市深海町（熊本県道26号本渡牛深線交点）

## 地理

### 通過する自治体
- 天草市

### 交差する道路
| 交差する道路             | 交差する場所 | 交差する場所 |
| ------------------------ | ------------ | ------------ |
| 国道324号 国道389号 重複 | 久玉町       | 起点         |
| 熊本県道26号本渡牛深線   | 深海町       | 終点         |

### 沿線
- 天草市役所 深海出張所